# Alfa Mist
Alfa Mist is een Britse pianist, componist en producer uit Newham, Londen. Hij is de eigenaar van het label Sekito. Zijn muziek is een mix van Britse soul, jazz, hiphop, alternatieve hiphop en r&b. In 2015 bracht hij zijn eerste ep uit, Nocturne, waarop hij samenwerkte met Jordan Rakei. In 2021 bracht hij zijn vierde album uit, genaamd Bring Backs. In 2021 was hij genomineerd voor een MOBO Award in de categorie Beste Jazz act, waar hij ook optrad.

## Discografie

### Albums
- 2014 & heruitgave 2020 - Epoch
- 2015 - Nocturne
- 2017 - Antiphon
- 2019 - Structuralism
- 2021 - Bring Backs[1]
- 2023 - Variables